# Притисянское
Притисянское (укр. Притисянське) — село в Виноградовской городской общине Береговского района Закарпатской области Украины.
Население по переписи 2001 года составляло 124 человека. Почтовый индекс — 90352. Телефонный код — 03143. Занимает площадь 0,536 км². Код КОАТУУ — 2121285302.